# 6335 Nicolerappaport
6335 Nicolerappaport (tên chỉ định: 1992 NR) là một tiểu hành tinh vành đai chính. Nó được phát hiện bởi Eleanor F. Helin và Jeff T. Alu ở Đài thiên văn Palomar ở Quận San Diego, California, ngày 5 tháng 7 năm 1992. Nó được đặt theo tên Nicole Rappaport, a research scientist ở Jet Propulsion Laboratory.